# Funcional (matemática)
En matemáticas, el término funcional se aplica a ciertas funciones. Hay dos maneras comunes en que se aplica: éstas se relacionan históricamente, pero divergen algo durante el siglo XX. 

## El significado original
El significado inicial es una función que toma funciones como su argumento; es decir, una función cuyo dominio es un conjunto de funciones. Así era cómo la palabra fue utilizada inicialmente, en el cálculo de variaciones, donde el integrando a ser minimizado debía ser una funcional, aplicada a una todavía desconocida función que satisfacía solamente una cierta condición de contorno, y condiciones de diferenciabilidad (véase también operador, para un concepto algo más amplio). 
Este uso todavía se aplica en ese contexto, en muchas partes de la física, y en informática, donde en cálculo lambda y programación funcional una función de orden superior es una que acepta una función y devuelve un cierto valor (funcional).

## Ecuación funcional
También se aplica en el concepto de ecuación funcional, significando una ecuación entre funcionales: una ecuación F = G entre funcionales se puede leer como 'ecuación para solucionar', siendo las soluciones funciones ellas mismas. En tales ecuaciones puede haber varios conjuntos de variables desconocidas, como cuando se dice que una función aditiva f es una que satisface la ecuación funcional
f(x + y) =f(x) + f(y).

## Las funcionales lineales
El uso secundario en el compuesto funcional lineal se presentó en el análisis funcional. Mientras que el período fundacional del análisis funcional a partir de 1900 - 1920, era en gran parte el estudio de los espacios vectoriales tales como el espacio Lp que es un espacio de funciones, el enfoque axiomático último no hizo tal asunción. El nombre funcional lineal, sin embargo, perduró y fue aplicado a la construcción del espacio dual.

## La derivada funcional y la integración funcional
Las derivadas funcionales se utilizan en la mecánica lagrangiana. Son derivadas de funcionales: es decir llevan información sobre cómo cambia una funcional (en el sentido anterior), cuando la función cambia en una cantidad pequeña. Richard Feynman utilizó las integrales funcionales como la idea central en su formulación de la mecánica cuántica por suma sobre las historias. Este uso implica una integral sobre cierto espacio funcional.